# جون رانكين غامبل
جون رانكين غامبل (بالإنجليزية: John Rankin Gamble)‏ هو محامي وسياسي أمريكي، ولد في 15 يناير 1848 في ألاباما في الولايات المتحدة، وتوفي في 14 أغسطس 1891 في ينكتون في الولايات المتحدة. حزبياً، نشط في الحزب الجمهوري. وقد انتخب عضو مجلس النواب الأمريكي.